# Ti pretendo
Ti pretendo è un brano musicale di Raf, che oltre che interprete ne è il compositore delle musiche assieme a Giancarlo Bigazzi. L'autrice unica del testo è Gianna Albini.

## Descrizione
Il brano, pubblicato nel 1989, è il secondo singolo estratto dall'album Cosa resterà...
Con questa canzone il cantautore pugliese partecipa in estate al Festivalbar e diventa il vincitore assoluto della manifestazione canora, e partecipa anche al concorso Vota la voce.
Il brano è stato scelto anche per la colonna sonora del film Volevo i pantaloni diretto da Maurizio Ponzi.
Nel 2020 partecipa al concorso radiofonico I Love My Radio, a cui hanno preso parte in totale 45 canzoni.

## Cover
Negli anni successivi al successo del brano di Raf, alcuni cantanti si sono cimentati nella registrazione di una cover di Ti pretendo. Si ricordano nel 1992 la versione interpretata da Miriana Trevisan (doppiata dalla vocalist Stefania del Prete e contenuta nella prima compilation di Non è la Rai, disco di grande successo del 1993), di Raffaella Carrà nel 1993 per l'album in lingua spagnola Hola Raffaella, di Anna Oxa nel 1994 per l'album Cantautori e Marco Carta nel 2008 per l'album Ti rincontrerò. Il cantante argentino-venezuelano Ricardo Montaner ha realizzato una versione in spagnolo dal titolo Te presiento nel 1990.

## Tracce
1. Ti pretendo
2. La battaglia del sesso

## Classifica
| Posizione | 33 | 14 | 12 | 12 | 11 | 12 | 16 | 8 | 7 | 2 | 2 | 2 | 2 | 3 | 3 | 2 | 3 | 3 | 5 | 5 | 6 | 7 | 8 | 8 | 11 | 13 | 19 |